# Награды Южного Вьетнама
Награды Южного Вьетнама — это ордена, медали и благодарности президента, учреждённые в сменявших друг друга государствах, существовавших в 1954—1976 годах в южной части современного Вьетнама, а именно — Государство Вьетнам (1954—1955), Республика Вьетнам (1955—1975) и Республика Южный Вьетнам (1975—1976). Разделение вьетнамской территории на Южный Вьетнам и Северный Вьетнам произошло по Женевским соглашениям 1954 года, после чего между новообразованными государствами началась война. История наградной системы Южного Вьетнама формально закончилась в 1973 году подписанием Парижских мирных соглашений, после которых американские войска были выведены из страны. Северовьетнамская армия продолжила ведение боевых действий с целью свергнуть южновьетнамский режим. В марте—апреле 1975 года в результате широкомасштабного наступления эта цель была достигнута. Новое правительство было полностью подконтрольно северовьетнамской администрации, и в 1976 году было объявлено об объединении Южного и Северного Вьетнама в единую Социалистическую Республику Вьетнам.
В настоящее время награды не выпускаются и не имеют официального статуса.

## Перечень

### Ордена
- Национальный орден Вьетнама — высшая государственная награда. Учреждён в 1950 году для награждения за военные и гражданские заслуги. Состоит из V степеней:

 Кавалер Большого креста
 Великий офицер
 Командор
 Офицер
 Кавалер
- Орден «За выдающиеся заслуги» — военная награда. Учреждён для награждения военнослужащих и гражданские лица, за совершение выдающегося подвига в военное время. Состоит из 3 степеней, каждый делится на II класса:

 Армия (I класс)
 Армия (II класс)
 Военно-воздушные силы (I класс)
 Военно-воздушные силы (II класс)
 Военно-морские силы (I класс)
 Военно-морские силы (II класс)

### Кресты
- Крест «За храбрость» — военная награда. Учреждён в 1950 году для награждения военнослужащего, совершившего подвиг или проявившему героическое поведение в ходе сражений с вражескими силами. Состоит из IV степеней:

 с пальмовым листом
 с золотой звездой
 с серебряной звездой
 с бронзовой звездой
 с пальмой (для награждения подразделения)
- Воздушный крест «За храбрость» — военная награда. Учреждён для награждения военнослужащих, проявившие геройство в воздушном бою.
- Морской крест «За храбрость» — военная награда. Учреждён для награждения военнослужащих, проявившие геройство в морском бою.

### Медали
- Медаль «За военные заслуги» — военная награда. Учреждена 15 августа 1950 года и являлась самой высокой наградой для рядового состава.
- Медаль «За достойную службу» — военная награда. Учреждена в 1950 году для награждения за значительное достижение в бою и военной службе.
- Медаль специальных заслуг — военная награда. Учреждена 12 мая 1964 года для награждения военнослужащих и гражданских лиц, за выполнение специальных заданий, связанных с риском для жизни.
- Медаль «За ранение» — военная награда. Учреждена 3 января 1953 года для награждения военнослужащих за ранения в бою, чиновников за ранения при исполнении долга.
- Медаль чести вооружённых сил — военная награда. Учреждена в 1953 году для награждения военнослужащих, принявших активное участие в подготовке кадров, формировании и организации армии. Состоит из II классов:

 (I класс)
 (II класс)
- Медаль лидерства
- Медаль обслуживающих заслуг — военная награда. Учреждена в 1964 году для награждения военнослужащих за 6 месяцев образцовой военной службы. Состоит из II классов:

 (I класс)
 (II класс)
- Медаль заслуг технической поддержки — военная награда. Учреждена в 1964 году для награждения военнослужащих, проявивших при исполнении обязанностей технического характера, выдающийся потенциал, инициативность и преданность долгу. Состоит из II классов:

 (I класс)
 (II класс)
- Медаль учебных заслуг
- Медаль «За гражданские действия» — военная награда. Учреждена 12 мая 1964 году для награждения военнослужащих за заслуги и достижения на гражданской службе. Состоит из II классов и одного специального:

 (I класс)
 (II класс)
 (армейским подразделениям)
- Медаль «За хорошее поведение»
- Медаль вьетнамской кампании — военная награда. Учреждена в 1966 году для награждения военнослужащих вооружённых сил союзных стран.
- Медаль военных заслуг
- Медаль воздушных заслуг
- Медаль морских заслуг

### Благодарности
- Благодарность президента Вьетнама — военная награда. Учреждена для награждения членов групп по оказанию военной и гуманитарной помощи Индокитаю.